# Geologija Alžirije
Geologija Alžirije je raznolika. 
Država je razdeljena na tri različne tektonsko-stratigrafske domene. 
- Na jugu in zahodu je Zahodnoafriški kraton, ki ga sestavljajo predkambrijski granitni temelj in okoliški neoproterozojski mobilni pasovi. Južneje Tuareški ščit vključuje podščite Hoggar, Adrar des Iforas in Air, na katere so vplivali tektonsko-termalni dogodki, ki se dotikajo večjega dela celine.
- Na severu so gorovja alpske verige z zaporedjem nagubanih in narivanih plasti.[1] Saharski Atlasje gorovje alpskega izvora. v severnem delu je Telski Atlas kompleksna cona, sestavljena iz plasti, ki so nastale v spodnjem miocenu.
- Saharska platforma je relativno stabilna, kjer je tektonika manj izrazita.

## Tel
Tel je kompleksno geografsko območje, ki združuje sedimentne bazene, avtohtone masive od paleozoika do kenozoika in alohtone terene, sestavljene predvsem iz sedimentov krede in paleogena.
Ta regija severne Alžirije je del alpskega sistema, ki od Gibraltarja do Himalaje še ni dokončal svojega razvoja.
Za severovzhodno Alžirijo je značilna kompleksnost in raznolikost struktur. Tam naletimo na zapletene tangencialne tektonske strukture, ki povzročajo luščenje in narive na severu, ki se razvijajo proti enostavnejši in prožnejši tektoniki na jugu.
Starost najdenih formacij se spreminja od predkambrija do pliokvartarja s prevlado mezo in kenozoika.

## Južna domena (Sahara)
Saharska platforma je južno od alpske Alžirije in pripada severnoafriškemu kratonu. Vključuje predkambrijsko podlago, na kateri neskladno leži močan sedimentni pokrov, strukturiran v paleozoiku v več bazenov, ločenih z visokimi območji. Od zahoda proti vzhodu ločimo:
- bazena Tindouf in Reggane, ki sta na severnem in severovzhodnem robu Reguibatskega ščita. Sedimentna prevleka bi dosegla 8000 m v Tindoufskem bazenu in 6500 m v Regganskem bazenu. Na tem malo raziskanem območju bi paleozojske formacije lahko pokazale, da vsebujejo tekoče in plinaste ogljikovodike;
- kotlina Béchar je na severu omejena z Visokim Atlasom, na jugu in zahodu z verigo Ougarta. Njegova sedimentna prevleka bi dosegla 8000 m. Rezervoarji so v detritalnih in karbonskih grebenih spodnjega paleozoika;
- bazen Ahnet-Timimoun, ki je na severu omejen s plitvino Oued Namous, na zahodu z verigo Ougarta, na jugu s ščitom Touareg in na vzhodu z grebenom Idjerane-Mzab. Pokritost bi bila v povprečju 4000 m. Na jugu so rezervoarji iz ordovicija in spodnjega devona plinonosni. Na severu, v bazenu Sbaa, so nafto odkrivali ves paleozoik;
- bazena Mouydir in Aguemour-Oued Mya sta na zahodu omejena z grebenom Idjerane-Mzab in na vzhodu z grebenom Amguid-El Biod. Na jugu se v Mouydirju pojavljajo paleozojske usedline. Na severu, v depresiji Aguemour-Oued Mya, ki jo zapolnjuje močna paleozojska in mezo-kenozojska serija (5000 m pri Oued Mya), so bila pomembna nahajališča poudarjena v kambriju (Hassi Messaoud) in triasu (Hassi Rmel);
- sinekliza Illizi-Ghadamès je na zahodu omejena z grebenom Amguid-El Biod, na vzhodu pa z molom Tihemboka in tunizijsko-libijsko mejo. V porečju Ghadamès sedimentni pokrov (več kot 6000 m) vsebuje usedline ogljikovodikov v paleozoiku in triasu.

## Ekonomska geologija
Proizvodnja nafte in plina je pomembna za gospodarstvo Alžirije, ki je glavni proizvajalec slednjega v Afriki. Njegove zaloge so bile konec leta 2008 ocenjene na 4,502 bilijona m³. Produktivna polja so v antiklinalah, prelomnih antiklinalah ali kupolah; rezervoarji so v kambro-ordovicijskih, triasnih, devonskih in karbonskih peščenjakih. Caprocks vključujejo triasne evaporite in karbonske do devonske skrilavce. Glavne izvorne kamnine za ogljikovodike so bili silurski skrilavci, bogati z organskim materialom. Leta 2008 je bila Alžirija četrta največja proizvajalka nafte v Afriki, saj je predstavljala približno eno šestino proizvodnje na celini. Dokazane rezerve surove nafte v državi znašajo 1,66 milijarde ton ali približno 1 odstotek svetovnih rezerv.

## Geološke nevarnosti
V severni Alžiriji se pogosto dogajajo potresi, ki poškodujejo infrastrukturo in lastnino ter povzročijo človeške žrtve. Potres v El Asnamu leta 1980 je povzročil 2600 smrti in pustil 300.000 brezdomcev.
Iskanje ogljikovodikov je povzročilo tudi vnos onesnaževal v vodonosnike in podtalnico.:36